# امانتور اسماعیل‌اف
امانتور اسماعیل‌اف (به قرقیزی: Амантур Исмаилов،  زادهٔ ۲۹ دسامبر ۱۹۹۷) کشتی‌گیر فرنگی‌کار تیم ملی قرقیزستان است. وی سابقه حضور در المپیک ۲۰۲۴ پاریس را دارد.
از افتخارات وی می‌توان به کسب مدال برنز قهرمانی کشتی جهان ۲۰۲۲ و مدال برنز بازی‌های آسیایی ۲۰۱۸ اشاره کرد.

## فعالیت حرفه‌ای

### قهرمانی کشتی جهان ۲۰۲۲
اسماعیل‌اف در وزن ۶۷ کیلوگرم کشتی آزاد قهرمانی کشتی جهان ۲۰۲۲ بلگراد شرکت کرد، او در مسابقه اول ایستوان وانزا از مجارستان را مغلوب کرد اما در مسابقه بعد به محمدرضا گرایی از ایران باخت و با توجه به حضور این کشتی‌گیر در فینال، به دیدار شانس مجدد رفت. او در مرحله شانس مجدد هان‌سو ریو از کره جنوبی را شکست داد و به دیدار رده‌بندی رسید. وی در این دیدار جونی ختسوریانی از گرجستان را شکست داد و مدال برنز را بدست آورد.

### المپیک ۲۰۲۴ پاریس
اسماعیل‌اف در وزن ۶۷ کیلوگرم کشتی فرنگی المپیک ۲۰۲۴ پاریس حاضر بود که در دور اول راماز زویدزه از گرجستان را شکست داد اما در دور بعد از پرویز نصیب‌اف از اوکراین شکست خورد و با توجه به حضور این کشتی‌گیر در فینال، به دیدار شانس مجدد رفت. او در مرحله شانس مجدد راماز زویدزه از گرجستان را شکست داد اما در دیدار رده‌بندی به حسرت جعفروف از آذربایجان باخت و پنجم شد.